# Ruth Krenn
Ruth Krenn (* 22. November 1909 in Tarnowitz; † 6. April 1997; geborene Ruth Ansbach) war eine in der DDR aktive deutsche Autorin, Übersetzerin und Herausgeberin. Sie war aktiv im Widerstand gegen den Nationalsozialismus.

## Leben
Ruth kam am 22. November 1909 im damals deutschen Tarnowskie Góry als Kind von Else und Oskar Ansbach in einer jüdischen Familie zur Welt. Ihr Vater war Getreidekaufmann. Im Jahr 1913 kam ihr Bruder Herbert Ansbach zur Welt. Nach Ende des Ersten Weltkriegs musste Deutschland im Jahr 1922 Tarnowskie Góry an Polen abtreten. Die Familie Ansbach zog nach Berlin-Tempelhof in ein eigenes Haus im Preußenring 11 (heute Peter-Strasser-Weg 22). Oskar Ansbach arbeitete als Handelsvertreter, Else Ansbach war politisch als Sozialistin aktiv.
Ruth wechselte im Herbst 1932 aus der SPD in die KPD. Wegen ihrer Aktivitäten im Widerstand war sie von 1934 bis 1936 im Frauengefängnis Barnimstraße inhaftiert. Im Jahr 1936 wurde Herbert inhaftiert und floh während einer kurzen Haftunterbrechung nach Großbritannien. 1938 zog auch Ruth nach Großbritannien. Ihre Eltern wurden am 26. Oktober 1942 nach Riga deportiert, wo sie drei Tage später ermordet wurden.
1946 kehrte Ruth nach Berlin zurück und heiratete den Widerstandskämpfer Kurt Krenn. In der DDR veröffentlichte sie Geschichten- und Sagen-Sammlungen und war als Übersetzerin ins Deutsche tätig.
Ihre Urne ist gemeinsam mit der ihres Ehemanns im neuen Teil des Friedhofs Baumschulenweg im Gräberfeld 5 für Verfolgte des Nationalsozialismus begraben.

## Werke

### Arbeitshefte für den Grundschulunterricht
- Die industrielle Revolution in England. Verlag Volk und Wissen, Berlin/Leipzig 1949.
- Die Anfänge der Industrie in Deutschland. Verlag Volk und Wissen, Berlin/Leipzig 1949.

### Geschichten und Sagen
- Der Sagenschatz: Eine Sammlung alter dt. Sagen. Mit Illustrationen von Bernhard Nast. Kinderbuchverlag, Berlin 1959.
- Ecke Neckepenn und andere lustige Märchen und Sagen. Mit Illustrationen von Traude Schlegel, Berlin 1962. Die kleinen Trompeterbücher Band 27
- Püschel auf dem Feld. Mit Illustrationen von Inge Friebel. Kinderbuchverlag, Berlin 1962. Die kleinen Trompeterbücher Band 34
- Josef und seine Brüder: Geschichten und Sagen des Volkes Israel. Herausgegeben von Karl Jürgen Krenn. AT Edition, Münster 2019.

### Übersetzungen
- Max Morris (Hrsg.): Von Cobbett bis zu den Chartisten 1815–1848. Rütten & Loening, Berlin 1954.
- José Sancha: Mitla und Lalo: Zwei Kinder in Mexiko. Kinderbuchverlag, Berlin 1960 und Parabel-Verlag, München 1960.
- Binsenkappe und andere Märchen und Schwänke aus Grossbritannien. Ausgewählt und aus dem Englischen übersetzt von Ruth Krenn. Kinderbuchverlag, Berlin 1975.
- Ngũgĩ wa Thiong’o: Verborgene Schicksale. Kurzgeschichten. Aus dem Englischen von Ruth Krenn. Verlag Volk und Welt, Berlin 1977.
- Ngũgĩ wa Thiong’o: Verborgene Schicksale. Erzählungen. Aus dem Englischen von Dagmar Heusler und Ruth Krenn. Suhrkamp Verlag, Frankfurt am Main 1982.
- Shena Mackay: Scherbengericht. Volk und Welt, Berlin 1972. Spektrum Band 39